# Elisabeth Abbema
Elisabeth Abbema, född 1638, död 1674, var en nederländsk guvernörsfru. 
Hon var dotter till prästen Fredricus Fredericuszoon Abbema (1610–1659) och Cecilia Elisabeth du Vayer. Hon gifte sig 1656 med Simon Cos (död 1664), guvernör i Amboina 1662–1664, och 1664 med Johan Maetsuycker (1606–1678), generalguvernör i Batavia 1653–1678. Som guvernörsfru har Abbema varit ofta omnämnd inom forskning och litteratur. Hon beskrivs av samtiden som vacker, intelligent och livlig och en centralfigur i elitens societet.[källa behövs] Hennes äktenskap med Maetsuycker beskrivs som problematiskt på grund av hans dåliga humör och vanor, och deras konflikter blev föremål för en del berättelser om hur hon överlistade honom och hur hon motsatte sig honom med stöd av andra kvinnor i Batavia.